# Марьянович, Саша
Са́ша Марья́нович (серб. Саша Марјановић / Saša Marjanović; 13 ноября 1987, Ниш, Сербия) — сербский футболист, полузащитник клуба «Неа Саламина».

## Карьера
Профессиональную футбольную карьеру Марьянович начал в сербском клубе «Чукарички» в 2008 году. В 2010 году перешёл в «Ягодина», в общей сложности за 4 года провел 120 матчей в Суперлиге Сербии. В июне 2012 году Саша подписал контракт с молдавским «Шерифом». В сезоне 2012/13 Марьянович стал чемпионом и обладателем Суперкубка Молдавии в составе тираспольской команды. В июне 2013 года Саша покинул приднестровскую команду.
Зимой 2018 года перешел в казахстанский «Актобе». 7 апреля 2018 года дебютировал за казахстанский клуб в матче против «Ордабасы». 5 мая Саша забил свой первый гол за «Актобе».

## Достижения
- Чемпион Молдавии: 2012/13
- Обладатель Суперкубка Молдавии: 2013